# Dan Harris (Drehbuchautor)
Daniel P. „Dan“ Harris (* 29. August 1979 in Kingston, Pennsylvania) ist ein US-amerikanischer Drehbuchautor und Regisseur. Er ist vor allem durch seine Zusammenarbeit mit Michael Dougherty und Bryan Singer bekannt, mit denen er unter anderem die Comicverfilmungen X-Men 2, Superman Returns und X-Men: Apocalypse umsetzte.

## Leben und Karriere
Harris studierte an der Columbia University. Noch während seines Studiums erhielt er 1998 eine Anstellung als Produktionsassistent beim Dreh von Woody Allens Film Celebrity – Schön. Reich. Berühmt. Dort beschloss er, in die Filmbranche einzusteigen. Im folgenden Jahr absolvierte er ein Praktikum bei Scott Rudin.
Er lieh sich von seiner Familie und Freunden 4.000 US-Dollar, mit denen er seinen ersten Kurzfilm Dancing with Agnes umsetzte. Im Jahr darauf entstand bereits der 20-minütige Kurzfilm Urban Chaos Theory, der beim No Dance Film Festival als bester Kurzfilm ausgezeichnet wurde. Die 50.000 US-Dollar, die er für diesen Film benötigt hatte, konnte er seinen Produzenten dennoch nicht zurückzahlen. So drehte er seinen nächsten Kurzfilm The Killing of Candice Klein, ein „morbides Musical über Vietnam und Tod und Alkoholismus“ für unter 1.000 US-Dollar. Der Film wurde beim Sundance Film Festival 2002 gezeigt.
Danach wandte er sich zunächst dem Drehbuchschreiben zu und besuchte einen Kurs beim Autor David McKenna. In der Folge entstanden mehrere Drehbücher, darunter America’s Least Wanted und Imaginary Heroes, mit denen er sich einen Namen in der Branche machte. Daraufhin engagierte Bryan Singer ihn für das Drehbuch zu X-Men 2. Seit diesem Film arbeitete Harris wiederholt mit Michael Dougherty zusammen, den er 2000 auf einer Party in New York City kennengelernt hatte.
Kurz darauf erhielt Harris auch die Zusage von Sigourney Weaver, die Hauptrolle in Imaginary Heroes zu übernehmen. 2004 konnte er mit diesem Film als Regisseur eines Spielfilms debütieren.
2006 arbeitete Harris erneut mit Dougherty und Singer am Superheldenfilm Superman Returns.  Im Mai 2016 lief mit X-Men: Apocalypse ihr nächstes gemeinsames Projekt in den Kinos an.

## Filmografie (Auswahl)
als Drehbuchautor
- 1999: Dancing with Agnes (Kurzfilm)
- 2000: Urban Chaos Theory (Kurzfilm)
- 2002: The Killing of Candice Klein (Kurzfilm)
- 2003: X-Men 2
- 2004: Imaginary Heroes
- 2005: Düstere Legenden 3 (Urban Legends: Bloody Mary)
- 2006: Superman Returns
- 2007: Until Death
- 2016: X-Men: Apocalypse

als Regisseur
- 1999: Dancing with Agnes (Kurzfilm)
- 2000: Urban Chaos Theory (Kurzfilm)
- 2000: The Unbreakable Likeness of Lincoln (Kurzfilm)
- 2002: The Killing of Candice Klein (Kurzfilm)
- 2004: Imaginary Heroes

## Auszeichnungen (Auswahl)
- 2001: No Dance Film Festival: Auszeichnung mit dem Grand Jury Award in der Kategorie Best Short Film für Urban Chaos Theory
- 2004: Saturn Award: Nominierung in der Kategorie Saturn Award für das beste Drehbuch für X-Men 2 (gemeinsam mit Michael Dougherty)
- 2007: Saturn Award: Auszeichnung in der Kategorie Saturn Award für das beste Drehbuch für Superman Returns (gemeinsam mit Michael Dougherty)